# Eiserwarr
Eiserwarr ist ein Wohnplatz in der Gemeinde Kürten im Rheinisch-Bergischen Kreis.

## Lage und Beschreibung
Der Ort liegt etwas abseits auf der Kreisstraße 32 zwischen Röttgen und Scheid, südlich von Breibach.

## Geschichte
Die Topographia Ducatus Montani des Erich Philipp Ploennies aus dem Jahre 1715, Blatt Amt Steinbach, belegt, dass der Ort bereits 1715 als Ort mit mehreren Höfen bestand und als Iserwar bezeichnet wurde. Carl Friedrich von Wiebeking benennt die Hofschaft auf seiner Charte des Herzogthums Berg 1789 als Eisenwar. Aus ihr geht hervor, dass Eiserwarr zu dieser Zeit Teil der Honschaft Breibach im Kirchspiel Kürten im Landgericht Kürten war.
Unter der französischen Verwaltung zwischen 1806 und 1813 wurde das Amt Steinbach aufgelöst und Eiserwarr wurde politisch der Mairie Kürten im Kanton Wipperfürth  im Arrondissement Elberfeld zugeordnet.  1816 wandelten die Preußen die Mairie zur Bürgermeisterei Kürten im Kreis Wipperfürth.
Eiserwarr gehörte zu dieser Zeit zur Gemeinde Kürten.
Der Ort ist auf der Topographischen Aufnahme der Rheinlande von 1824 als Eiserwahr und auf der Preußischen Uraufnahme von 1840 als Eisenwaar verzeichnet.
Ab der Preußischen Neuaufnahme von 1892 ist er auf Messtischblättern regelmäßig als Eisenwaar  und ab 1954 als Eiserwarr verzeichnet.
1822 lebten zehn Menschen im als Haus kategorisierten und Eiserwarr bezeichneten Ort.
Der 1845 laut der Uebersicht des Regierungs-Bezirks Cöln als Hof kategorisierte Ort besaß zu dieser Zeit vier Wohnhäuser. Zu dieser Zeit lebten 19 Einwohner im Eisenwaar genannten Ort, davon alle katholischen Bekenntnisses.
Die Gemeinde- und Gutbezirksstatistik der Rheinprovinz führt Eiserwarr, hier Eisenwaar genannt, 1871 mit acht Wohnhäusern und 43 Einwohnern auf.
Im Gemeindelexikon für die Provinz Rheinland von 1888 werden sieben Wohnhäuser mit 23 Einwohnern angegeben und der Ort mit Eisenwaar bezeichnet.
1895 hatte der Ort sechs Wohnhäuser und 23 Einwohner, der Ort wird Eisenwaar genannt.
1905 besaß der Ort fünf Wohnhäuser und 22 Einwohner und gehörte konfessionell zum katholischen Kirchspiel Kürten.
1927 wurden die Bürgermeisterei Kürten in das Amt Kürten überführt. In der Weimarer Republik wurden 1929 die Ämter Kürten mit den Gemeinden Kürten und Bechen und Olpe mit den Gemeinden Olpe und Wipperfeld zum Amt Kürten zusammengelegt. Der Kreis Wipperfürth ging am 1. Oktober 1932 in den Rheinisch-Bergischen Kreis mit Sitz in Bergisch Gladbach auf.
1975 entstand aufgrund des Köln-Gesetzes die heutige Gemeinde Kürten, zu der neben den Ämtern Kürten, Bechen und Olpe ein Teilgebiet der Stadt Bensberg mit Dürscheid und den umliegenden Gebieten kam.